# Oscar Ewolo
Oscar Ewolo (ur. 9 października 1978 w Brazzaville) – kongijski piłkarz grający na pozycji środkowego pomocnika.

## Kariera klubowa
Ewolo urodził się w Brazzaville, jednak karierę piłkarską rozpoczął we Francji, w klubie Amiens SC. W 1996 roku awansował do kadry pierwszego zespołu i w sezonie 1996/1997 zadebiutował w nim w rozgrywkach drugiej ligi francuskiej. W sezonie 1999/2000 spadł z Amiens do trzeciej ligi, ale od sezonu 2001/2002 ponownie grał w drugiej lidze. Zawodnikiem Amiens był do końca sezonu 2004/2005.
Latem 2005 roku Ewolo przeszedł z Amiens do innego z drugiej ligi, FC Lorient. W barwach Lorient swój ligowy debiut zaliczył 29 lipca 2005 w zwycięskim 2:1 wyjazdowym meczu ze Stade de Reims. Na koniec sezonu 2005/2006 wywalczył z Lorient awans do pierwszej ligi Francji. W Lorient grał do lata 2009 roku.
W 2009 roku Ewolo odszedł z Lorient do grającego w Ligue 2, Stade Brestois 29. W klubie z Brestu zadebiutował 7 sierpnia 2009 w wygranym 2:1 domowym spotkaniu ze Stade Lavallois. W sezonie 2009/2010 awansował ze Stade Brestois do Ligue 1. W Stade Brestois pełnił funkcję kapitana. W sezonie 2012/2013, ostatnim w karierze, grał w Stade Lavallois.
| Sezon   | Klub              | Kraj    | Rozgrywki  | Mecze | Bramki | Rozgrywki Europy | Mecze | Bramki |
| ------- | ----------------- | ------- | ---------- | ----- | ------ | ---------------- | ----- | ------ |
| 1996/97 | Amiens SC         | Francja | Division 2 | 2     | 0      | -                | -     | -      |
| 1997/98 | Amiens SC         | Francja | Division 2 | 3     | 0      | -                | -     | -      |
| 1998/99 | Amiens SC         | Francja | Division 2 | 14    | 0      | -                | -     | -      |
| 1999/00 | Amiens SC         | Francja | Division 2 | 11    | 0      | -                | -     | -      |
| 2000/01 | Amiens SC         | Francja | National   | 28    | 1      | -                | -     | -      |
| 2001/02 | Amiens SC         | Francja | Division 2 | 27    | 0      | -                | -     | -      |
| 2002/03 | Amiens SC         | Francja | Ligue 2    | 15    | 0      | -                | -     | -      |
| 2003/04 | Amiens SC         | Francja | Ligue 2    | 13    | 0      | -                | -     | -      |
| 2004/05 | Amiens SC         | Francja | Ligue 2    | 18    | 0      | -                | -     | -      |
| 2005/06 | FC Lorient        | Francja | Ligue 2    | 30    | 1      | -                | -     | -      |
| 2006/07 | FC Lorient        | Francja | Ligue 1    | 29    | 1      | -                | -     | -      |
| 2007/08 | FC Lorient        | Francja | Ligue 1    | 34    | 0      | -                | -     | -      |
| 2008/09 | FC Lorient        | Francja | Ligue 1    | 21    | 0      | -                | -     | -      |
| 2009/10 | Stade Brestois 29 | Francja | Ligue 2    | 35    | 1      | -                | -     | -      |
| 2010/11 | Stade Brestois 29 | Francja | Ligue 1    | 35    | 0      | -                | -     | -      |
| 2011/12 | Stade Brestois 29 | Francja | Ligue 1    | 27    | 0      | -                | -     | -      |
| 2012/13 | Stade Lavallois   | Francja | Ligue 2    | 32    | 0      | -                | -     | -      |

## Kariera reprezentacyjna
W reprezentacji Konga Ewolo zadebiutował 25 stycznia 2000 roku w przegranym 0:1 meczu Pucharu Narodów Afryki 2000 z Marokiem, rozegranym w Lagos. Na tym turnieju rozegrał jeszcze dwa inne mecze grupowe: z Nigerią (0:0) i z Tunezją (0:1). Od 2000 do 2013 wystąpił w kadrze narodowej 39 razy i strzelił 2 gole.